# Ponorka typu 094
Ponorka typu 094 (v kódu NATO třída Jin) je třída jaderných raketonosných ponorek Námořnictva Čínské lidové osvobozenecké armády. Je to druhá generace čínských raketonosných ponorek a zároveň první stavěná v sérii. Do roku 2025 bylo dokončeno šest ponorek této třídy, z toho poslední dvě ve vylepšené verzi typ 094A. Tato třída tvoří páteř čínského jaderného odstrašení na moři.
Ponorky operují ze základny na ostrově Hainan v oblasti Jihočínského moři. Ranné verze typu 094 byly kritizovány kvůli hlučnosti. Dle odhadů jsou ponorky svou hlučností na úrovní sovětského Projektu 667BDR (Delta III) ze 70. let 20. století.

## Stavba

Ilustrace ponorky typu 094

Vývoj nové třídy čínských raketonosných ponorek začal v průběhu devadesátých let s cílem získat náhradu za starší typ 092 (v kódu NATO třída Xia), který byl kvůli technickým problémům postaven pouze v jediném exempláři. Konstrukčně typ 094 navazuje na útočné ponorky typu 093.
Vývoj a stavbu této třídy provázelo utajování. Dle nepotvrzených odhadů se na vývoji podílela ruská konstrukční kancelář Rubin. Podrobnější informace o typu 094 byly zveřejněny teprve 23. dubna 2025, kdy čínské námořnictvo slaví svůj svátek.
Ponorky staví loděnice Bohai Shipbuilding Heavy Industry ve městě Chu-lu-tao v provincii Liao-ning. Stavba prototypu byla zahájena roku 1999. Na vodu byl spuštěn roku 2004 a do služby byl přijata roku 2007. Druhá ponorka byla na vodu spuštěna roku 2007. V roce 2013 dle amerických odhadů  dosáhly počátečních operačních schopností balistické rakety JL-2, které jsou považovány za hlavní zbraň ponorek této třídy.
Do roku 2018 byly do služby přijaty čtyři ponorky této třídy. V letech 2017–2018 bylo na základě satelitních snímků odhadnuto, že Čína mohla spustit na vodu pátou a šestou ponorku typu 094. Dle serveru The National Interest byly pátá a šestá ponorka do služby přijaty na den námořnictva v dubnu 2020. Při oslavách výročí založení námořnictva dne 23. dubna 2021 byla do služby přijata ponorka Čchang-čeng 18 (421).

## Konstrukce

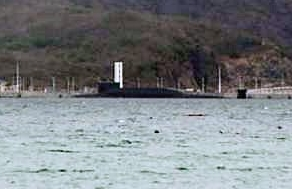
Ponorka typu 094

### Typ 094
Konstrukce tohoto typu využívá některé technologie z útočných ponorek typu 093 (například pohonný systém). Trup ponorek má kapkovitý tvar. Hloubková kormidla jsou umístěna na věži, ocasní kormidla mají konvenční křížové uspořádání. Ponorka je vybavena dvanácti odpalovacími sily pro balistické rakety. Jejich typ nebyl zveřejněn. Dle předpokladů jsou to třístupňové balistické rakety JL-2 s doletem odhadovaným na 7200 km. Každá může nést jednu jadernou hlavici, nebo čtyři slabší. Další výzbroj představuje šest 533mm torpédometů. Jádrem pohonného systému tohoto typu je zřejmě tlakovodní reaktor pohánějící jeden lodní šroub. Nejvyšší rychlost pod hladinou dosahuje přibližně třicet uzlů. Ponorka operuje v hloubce přibližně až 400 metrů.

### Typ 094A
Novější varianta typ 094A je tišší, má upravenou věž a nese rakety nového typu JL-3 s doletem přibližně 10 000 km.